# Cevizdibi, Hakkâri
Cevizdibi là một xã thuộc thành phố Hakkâri, tỉnh Hakkâri, Thổ Nhĩ Kỳ. Dân số thời điểm năm 2011 là 85 người.